# سفر الملوك الأول

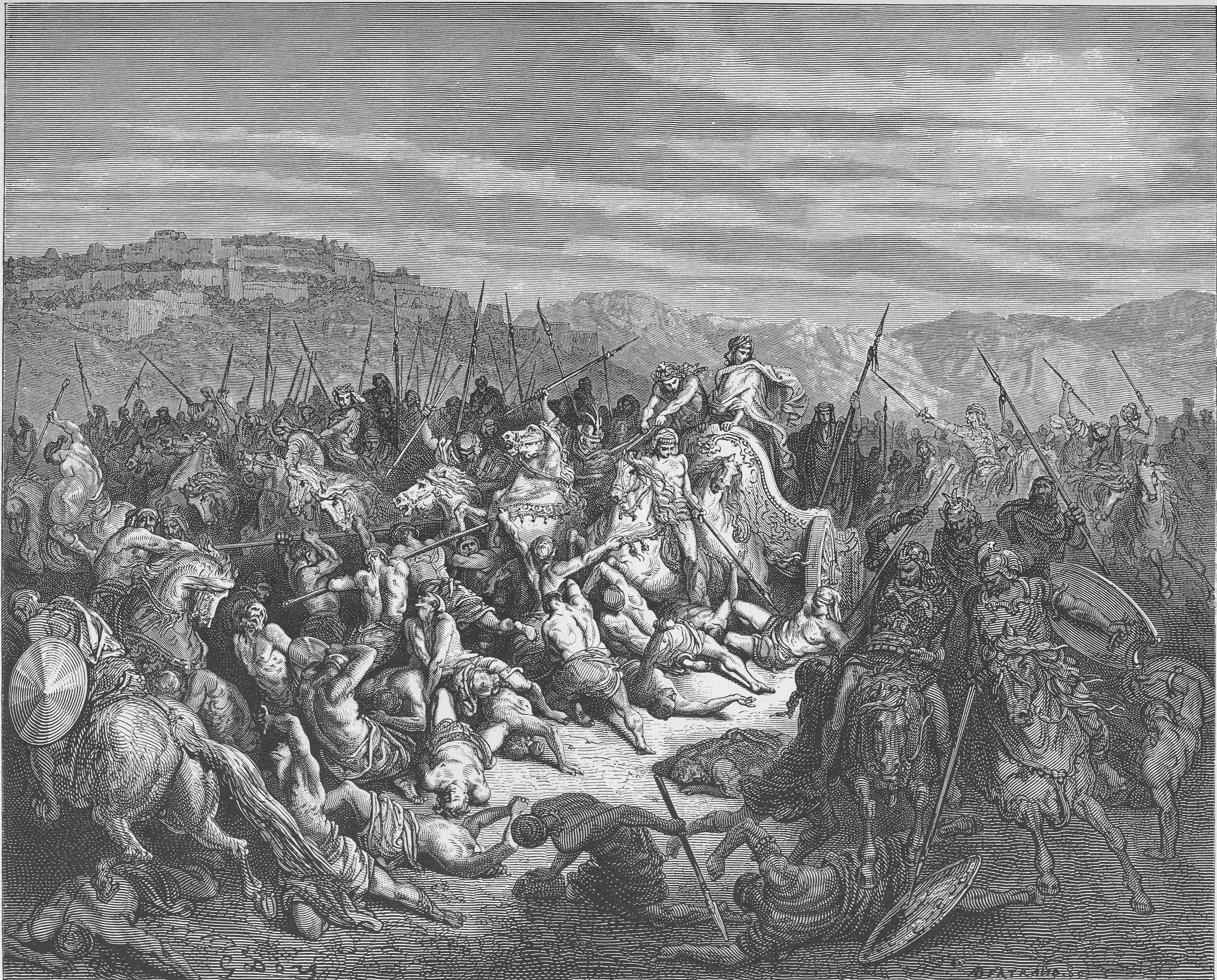
رسم مجزرة الإسرائيليين للسوريين

سفر الملوك الأول ( بالعبرية: ספר מלכים ، سفر ملاخيم ) هو أحد اسفار التناخ والعهد القديم.